# Ян Шуцзін
Ян Шуцзін (нар. 5 жовтня 1984) — колишня китайська тенісистка.
Найвищу одиночну позицію світового рейтингу — 462 місце досягла 8 листопада 2004, парну — 154 місце — 1 листопада 2004 року.
Здобула 6 парних титулів туру ITF.

## Фінали турнірів WTA

### Парний розряд: 1 (поразка)
| Результат | Дата          | Турнір                                    | Рівень   | Покриття | Партнерка | Суперниці            | Рахунок  |
| --------- | ------------- | ----------------------------------------- | -------- | -------- | --------- | -------------------- | -------- |
| Поразка   | 2 жовтня 2004 | Guangzhou International Women's Open, КНР | Tier III | Тверде   | Юй Їн     | Лі Тін Сунь Тяньтянь | 4–6, 1–6 |

## Фінали ITF

### Парний розряд: 9 (6–3)
| Турніри $25,000 |
| Турніри $10,000 |

| Результат | Ранг | Дата             | Турнір               | Покриття | Партнерка    | Суперниці                              | Рахунок          |
| --------- | ---- | ---------------- | -------------------- | -------- | ------------ | -------------------------------------- | ---------------- |
| Перемога  | 1.   | 4 серпня 2002    | ITF Тунляо, КНР      | Тверде   | Юй Їн        | Dong Yanhua Yue Qing                   | 6–1, 6–3         |
| Перемога  | 2.   | 2 листопада 2003 | ITF Пекін, КНР       | Тверде   | Юй Їн        | Чон Мі Ра Окамото Сейко                | 6–4, 6–2         |
| Поразка   | 1.   | 9 листопада 2003 | ITF Тайчжоу, КНР     | Тверде   | Юй Їн        | Пен Шуай Сє Яньцзе                     | 3–6, 6–4, 2–6    |
| Перемога  | 3.   | 3 квітня 2004    | ITF Мумбаї, Індія    | Тверде   | Юй Їн        | Хао Цзє Dong Yanhua                    | 6–2, 6–2         |
| Перемога  | 4.   | 11 квітня 2004   | ITF Нью-Делі, Індія  | Тверде   | Юй Їн        | Чжуан Цзяжун Ху Чін-Бі                 | 7–6, 2–1 ret.    |
| Перемога  | 5.   | 19 вересня 2004  | ITF Пекін, КНР       | Тверде   | Юй Їн        | Li Shanshan Чжен Цзє                   | 6–4, 6–3         |
| Поразка   | 2.   | 27 лютого 2005   | ITF Мелілья, Іспанія | Тверде   | Сунь Шеннань | Сара Еррані Марія Хосе Мартінес Санчес | 7–6(2), 0–6, 5–7 |
| Перемога  | 6.   | 12 квітня 2005   | ITF Чанша, КНР       | Тверде   | Юй Їн        | Аю Фані Дамаянті Септі Менде           | 6–1, 6–7(5), 6–2 |
| Поразка   | 3.   | 13 лютого 2006   | ITF Шеньчжень, КНР   | Тверде   | Хао Цзє      | Лян Чень Сон Шаньшань                  | 5–7, 1–6         |